# Afternoon Songs
Afternoon Songs – tomik wierszy amerykańskiej poetki Julii Caroline Ripley Dorr (1825-1913), opublikowany w Nowym Jorku przez oficynę Charles Scribner’s Sons w 1885. Zbiorek liczy około dwustu stron. Zawiera między innymi sonety Silence, When Lesser Loves, Darkness, Knowing, George Eliot, Sanctified, Tomorrow, A Thought, A Message, The Place, Gifts for the King i Recognition.